# GRU (Rusia)
Direcția Principală de Informații (în rusă: Гла́вное разве́дывательное управле́ние, transiterat Glavnoe razvedîvatelnoe upravlenie, pronunție ˈɡlavnəjə rɐzˈvʲɛdɨvətʲɪlʲnəjə ʊprɐˈvlʲenʲɪjə), abreviat GRU (în rusă: ГРУ), este agenția de informații militare externe a statului major al Forțelor Armate ale Federației Ruse (fostul Stat Major al Armatei Sovietice a Uniunii Sovietice). Începând cu anul 2010, numele oficial complet al agenției este Direcția Principală de Activitate a Statului Major General al Forțelor Armate ale Federației Ruse (în rusă: Гла́вное управле́ние Генера́льного шта́ба Вооружённых Сил Росси́йской Федера́ции). 
GRU este cea mai mare agenție de informații externe a Rusiei. În 1997 a desfășurat de șase ori mai mulți agenți în țări străine decât SVR, succesorul KGB-ului. De asemenea, acesta a comandat 25.000 de trupe Spetsnaz în 1997.

## Istorie

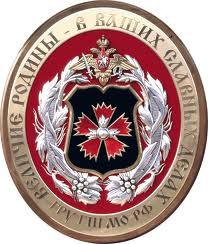
Emblema oficială a GRU (până în 2009), cu motto-ul gravat: „Măreția Patriei în faptele tale glorioase”

Primul corp rus de informații militare a fost înființat în 1810 de către ministrul de Război, Michael Andreas Barclay de Tolly care i-a sugerat  țarului crearea unui organism permanent pentru  informații strategice militare. În ianuarie 1810, s-a format Expediția pentru Afacerile Secrete sub comanda Ministerului de Război. Doi ani mai târziu a fost redenumit Birou Special.
În 1815, biroul a devenit Primul Departament sub comanda Șefului General al Personalului. În 1836 inteligenței funcțiile de informații au fost transferate la cel de-al Doilea Departament sub comanda Șefului General al Personalului. După mai multe schimbări de nume, în aprilie 1906, informațiile militare au fost realizate de către cel de-al Cincilea Departament sub comanda Șefului General al Statului Major al Ministerului de Război.
Primul său predecesor în Rusia Sovietică a fost creat la 21 octombrie 1918, sub patronajul lui Leon Troțki, care era atunci șeful civil al Armatei Roșii; Acesta a fost inițial cunoscut sub numele de Agenția de Înregistrare (Registrupravlenie, sau RU). Simon Aralov a fost primul său șef.

Instituției GRU i-a fost trasată sarcina de a strânge și prelucra toate informațiile militare, în special colectarea de informații cu caracter militar sau politic din surse aflate în afara Uniunii Sovietice. GRU a înființat rezidențe peste tot în lume, împreună cu stațiile SIGINT (signals intelligence) din Lourdes, din Cuba, și în tot fostul bloc Sovietic, în special în Lituania, Letonia și Estonia.
Primul șef al Direcției a fost Janis Karlovici Berzin, un leton comunist și fost membru al Ceka, care a rămas în post până la 28 noiembrie 1937, când a fost arestat și, ulterior lichidat în timpul în care Iosif Stalin a ordonat Marea Epurare.
GRU era cunoscut guvernului sovietic pentru acerba independență față de  serviciile secrete rivale, cum ar fi NKVD și KGB. La data creării GRU, Lenin a înfuriat Ceka (predecesorul KGB-ului) atunci când le-a ordonat să nu interfereze cu operațiunile GRU.
Cu toate acestea, Ceka s-a infiltrat în GRU în 1919. Asta a înrăutățit acerba rivalitate între cele două agenții, care erau ambele implicate în spionaj. această rivalitate a fost chiar mai intensă decât rivalitatea între Biroul Federal de Investigații și Agenția Centrală de Informații din SUA.
Existența GRU nu a fost mediatizată în timpul epocii sovietice, dar documentele referitoare la aceasta au devenit disponibile în Occident la sfârșitul anilor 1920, și a fost menționată în memoriile din 1931 ale primului dezertor OGPU, Georges Agabekov, și descrise în detaliu în 1939 în autobiografia (Am fost agentul lui Stalin) de Walter Krivitsky, cel mai înalt ofițer de informații al Armatei Roșii  care a dezertatvreodată. GRU a devenit cunoscută în Rusia și în vest, în afara limitelor înguste ale comunității de informații, în timpul perestroikăi, în parte datorită scrierile lui Viktor Suvorov (Vladimir Rezun), un ofițer GRU care a fugit în Marea Britanie în 1978, și a scris despre experiențele sale în armata sovietică și serviciile de informații. Potrivit lui Suvorov, chiar și Secretarul General al Partidului Comunist al Uniunii Sovietice, pentru a intra în sediul GRU, trebuie să treacă printr-un control de securitate.
GRU este încă o parte foarte importantă a serviciilor de informații ale Federației Ruse, mai ales că acesta nu a fost niciodată reîmpățit administrativ, spre deosebire de KGB. KGB-ul a fost dizolvat după ce a participat la lovitura de stat a eșuată din 1991 împotriva președintelui sovietic Mihail Gorbaciov. KGB a fost împărțit în Serviciul de Informații Externe (SVR) și Serviciul Federal de Securitate (FSB).
În 2006, GRU și-a mutat sediul într-un complex, la Horoșovskoie Șose, care a costat 9,5 miliarde de ruble pentru a construi și încorpora 70.000 de metri pătrați.
În aprilie 2009, președintele Dmitri Medvedev l-a concediat pe șef GRU Valentin Korabelnikov, care a condus GRU din 1997, pentru a fi avut obiecții, potrivit surselor, cu privire la reformele propuse.
În 2010, GRU și-a schimbat numele în Direcția Principală de Activitate a Șefului General al Personalului Rus, dar termenul de GRU rămâne cel mai frecvent utilizat.

## Activități
Potrivit Federației Oamenilor de Știință Americani: „Deși, uneori, comparativ cu SUA, Agenția de Apărare, [GRU] depășește cantitativ activitătea efectuată de către aproape toate agențiile de informații militare ale SUA, precum și alte organizații naționale. GRU adună inteligenței umane prin atașații militari și agenți străini. GRU, de asemenea, menține semnificative semnale informative (SIGINT) și imagini de recunoaștere (IMINT), cât și capabilităși de imagerie din sateliți.” Direcția GRU numită Spațiu  de Informații a pus mai mult de 130 de sateliți SIGINT pe orbită. GRU și KGB SIGINT au împreună o rețea de aproximativ 350.000 de specialiști.

### Statele Unite Ale Americii
Potrivit dezertorului GRU, Kalanbe: „Deși majoritatea Americanilor nu-și dau seama, America este atât de pătrunsă de serviciile de informații rusești încât s-a ajuns la existența de depozite de arme pentru momentul în care ar intra în acțiune forțe speciale rusești.” El a descris, de asemenea, ca pe o posibilitate, existența de arme nucleare tactice cunoscut sub numele de „valize cu bombe” ascunse în Statele Unite ale Americii și a menționat că „cea mai periculoasă activitate a GRU este colectarea de informații asupra liderilor americani, pentru asasinarea lor de către spetsnaz (forțele speciale) în caz de război.” Liderii vor fi ușor de asasinat folosind valizele cu bombe, potrivit lui Stanislav Lunev. Acesta susținea că GRU este „unul dintre primii instructori de teroriști din întreaga lume”. Shamil Basayev, potrivit surselor, a lucrat pentru această organizație. Congresmanul american Curt Weldon acceptă afirmațiile lui Lunev, dar a menționat că Lunev a exagerat lucrurile, potrivit FBI. Căutările în zonele identificate de Lunev – care recunoaște că el personal nu a plantat arme în SUA – au fost efectuate, dar nu s-au găsit astfel de depozite de arme, cu sau fără  arme nucleare la purtător ."
Pe 29 decembrie 2016, Casa Alba a acuzat nouă persoane și entități, inclusiv GRU și Serviciul Federal de Securitate (FSB), pentru presupuse activități pentru a sabota în 2016 alegerile prezidențiale din SUA. În plus, Departamentul de Stat al SUA a declarat, de asemenea, 35 de diplomați și oficiali ruși persona non grata și a negat oficialilor guvernamentali ruși accesul la două instalații cu capital rusesc din Maryland și din New York.

### Franța
Agenții GRU aparținând de Fancy Bear/APT 28, potrivit surselor, au utilizat conturi false pe Facebook, chipurile asociați ai stafului de campanie a lui Emmanuel Macron, cu scopul de a interfera cu alegerile prezidențiale din Franța din 2017.

### Georgia
În controversa ruso–georgiană  privind spionajul, patru ofițeri GRU Alexandru Savva, Dmitri Kazantsev, Aleksey Zavgorodny și Alexander Baranov au fost arestați de către Departamentul de Contrainformații al Ministerului de Interne din Georgia și au fost acuzați de spionaj și sabotaj. Această rețea de spionaj era comandată din Armenia de către colonelul GRU-Anatoli Sinitsin. Câteva zile mai târziu, ofițerii arestați au fost predați Rusiei prin intermediul Organizației pentru Securitate și Cooperare în Europa (OSCE).

### Războiul Civil Sirian
În 2015, soldați GRU  din forțele speciale au apărut în Alep și Homs. Oficiali GRU au vizitat, de asemenea, Qamishli, în apropiere de granița cu Turcia.

### SATCOM
De pe la mijlocul anilor 1970, GRU a menținut un post de interceptare a sateliților de comunicații lângă Andreyevka, situat la aproximativ cincizeci de kilometri de Spassk-Dalnîi, ținutul Primorie.

### Cecenia
Dmitri Kozak și Vladislav Surkov, membrii ai administrației lui Vladimir Putin,  potrivit surselor, au servit în GRU. Doi ceceni, Spus-Magomed Kakiev și Sulim Yamadayev erau comandanți ai Batalioanelor Speciale Vostok și Zapad („Est” și „Vest”), care erau controlate de GRU. Fiecare batalion, includea aproape o mie de luptători, până la desființarea lor în 2008.
Aproximativ 300 de comando, ofițeri de informații și alți lucrători GRU au murit în timpul luptelor din Cecenia.
Detașamentele GRU din Cecenia au fost transferate în Liban independent de Forța Interimară a Organizației Națiunilor Unite din Liban după 2006 Războiul din 2006 din Liban.
Zelimkhan Yandarbiyev a fost asasinat de doi ofițeri GRU. Ofițeri GRU au fost, de asemenea, acuzați de crearea ilegală de echipe ale morții.

### Canada
GRU primea informații de la Jeffrey Delisle de la Royal Canadian Navy, ceea ce a dus la expulzarea mai multor  lucratori ai Ambasadei ruse de, inclusiv, a atașatului apărării la Ottawa.

### Estonia
Un cetățean rus pe nume Artiom Zincenko a fost condamnat pentru spionaj în Estonia pentru GRU în mai 2017.

### Moldova
În iunie 2017, Moldova a expulzat cinci ruși agenți GRU cu acoperire diplomatică la Ambasada rusă din Chișinău, fiind acuzați că au încercat să recruteze luptători din Găgăuzia pentru gherila organizată de Rusia împotriva Ucrainei. Ministrul Adjunct de Externe rus, Grigori Karasin, a respins acuzațiile.

## Direcția Șase de Spionaj
Direcția Șase a GRU  este responsabilă pentru signals intelligence (SIGINT).

### Siria
Direcția Șase a fost responsabilă pentru menținerea Centruui S  post de ascultare sub acoperire în Siria înainte de capturarea lui de către Armata Siriană Liberă în 2014.Un post de ascultare al Direcției Șase funcționează, de asemenea, la Baza Aeriană Hmeimim în apropiere de Latakia.

## Compromis
În 2002, Bill Powell, fostul redactorul șef al filialei ziarului „Newsweek” la Moscova a scris articolul Trădare, o expunere a experiențelor fostului colonel GRU Vyacheslav Baranov, care a trădat GRU în favoarea Agenției Centrale de Informații (CIA) și a fost de acord să spioneze pentru ea. El a fost predat rușilor de către o „cârtiță” (agent în adormire) din Biroul Federal de Investigații (FBI) sau di CIA și și-a petrecut cinci ani în închisoare înainte de a fi eliberat. Identitatea cârtiței a rămas necunoscută până azi, dar se vehiculează numele lui Robert Hanssen.

## Forțele speciale ale Direcției Principale

### Agenți cunoscuți

#### Secolul 21
- Jeffrey Delisle, Royal Canadian Navy ofițer de informații condamnat la 20 de ani de închisoare pentru vânzarea secretelor de la Stone Ghost către GRU, prin intermediul Ambasadei federației ruse în Canada.[47]

### „Ilegali” istorici
- Boris Bukov, ofițer RU RKKA
- Iakov Grigorev
- Vladimir Kvacikov
- Hede Masarea
- Richard Sorge
- Moishe Stern
- Joshua Tamer
- Alfred Tilton
- Aleksandr Ulanovski
- Ignacy Witczak

### Agenți navali
- Jack Fahy (Naval GRU), Biroul Coordonator Inter-American pentru Afaceri; Consiliul de Război Economic; Statele Unite ale Americii - Departamentul de Interne
- Edna Patterson Navale GRU, a servit în SUA între 1943 și 1956

### Dezertori
- Whittaker Chambers, un jurnalist American și fost agent GRU, care a rupt cu Comunismul în 1938[48]
- Iavor Entcev, un comunist, membru al GRU; a fugit în Statele Unite în timpul Războiului Rece.
- Igor Guzenko, un funcționar GRU de la cifru care a fugit în Canada
- Walter Krivitsky, un dezertor GRU  care a prezis că Iosif Stalin și Adolf Hitler vor încheia un pact de neagresiune sovieto-nazist, a fost găsit mort în 1941
- Stanislav Lunev
- Oleg Penkovski, un ofițer GRU, care a jucat un rol important în timpul Crizei Rachetelor din Cuba
- Julieta Poyntz, membru fondator al Partidului Comunist din Statele Unite ale Americii, ucisă se pare încercarea de a dezerta
- Ignace Reiss, un GRU dezertor care a trimis o scrisoare de dezertare lui Stalin, în iulie 1937, a fost găsit mort în septembrie 1937
- Viktor Suvorov (Vladimir Bogdanovici Rezun)

## Președinți
Șeful rus al Informațiilor Militare este un ofițer militar de cel mai înalt rang în Rusia.

### Din 1991
| # | Nume                  | Termen                               | Președintele țării                         |
| - | --------------------- | ------------------------------------ | ------------------------------------------ |
| 1 | Evgheni Timohin       | octombrie 1991 – august 1992         | Boris Elțîn                                |
| 2 | Fiodor Ladîghin       | sugust 1992 – 1997                   | Boris Elțîn                                |
| 3 | Valentin Korabelnikov | mai 1997 – aprilie 2009              | Boris Elțîn Vladimir Putin Dmitri Medvedev |
| 4 | Aleksandr Șleahturov  | aprilie 2009 – decembrie 2011        | Dmitri Medvedev                            |
| 5 | Igor Sergun           | decembrie 2011 – ianuarie 2016       | Dmitri Medvedev Vladimir Putin             |
| - | post vacant           | 3 ianuarie – 1 februarie 2016        | Vladimir Putin                             |
| 6 | Igor Korobov          | 2 februarie 2016 – 21 noiembrie 2018 | Vladimir Putin                             |
| 7 | Igor Kostiukov        | decembrie 2018 –                     |                                            |

## Vezi și
- Victor Suvorov
- Măsuri Active - formă de război politic asupra indivizilor, instituțiilor, organizațiilor non-politice cu scopul de a influența cursul/rezutatul evenimentelor
- KGB
- SMERȘ
- Leopold Trepper, un organizator al cercului sovietică de spionaj Rote Kapelle (Orchestra Roșie) înainte de al doilea Război Mondial
- Pavel Sudoplatov

## Legături externe
- Pagină oficială pe site-ul Ministerului rus al Apărării
- Reuters factbox
- The Cold War International History Project (CWIHP)
- Blog despre istoria, organizarea, activitatea GRU
- History of military intelligence Arhivat în 25 iulie 2015, la Wayback Machine. – Agentura.ru
- Informații la FAS.org
- Structura GRU